# Emily Alyn Lind
Emily Alyn Lind (New York, 6 mei 2002) is een Amerikaans actrice. Ze speelde onder andere in de films The Babysitter, Doctor Sleep en Ghostbusters: Frozen Empire en de televisieseries Revenge en Gossip Girl.

## Biografie
Lind werd geboren in Brooklyn als de dochter van John Lind en Barbara Alyn Woods. Haar twee zussen Natalie Alyn Lind en Alyvia Alyn Lind zijn ook actrice.
In 2008 debuteerde Lind als actrice in de film The Secret Life of Bees. Hierna speelde ze in veel films, waaronder Enter the Void, J. Edgar, The Haunting in Connecticut 2: Ghosts of Georgia en Movie 43. Ook vertolkte ze de rol van Emma Lavery in All My Children. Lind had terugkerende rollen als een jonge Amanda Clarke en Emily Gardener in de ABC televisieseries Revenge en Eastwick. Hierna volgden voor Lind rollen in diverse televisieseries, zoals Days of Our Lives, Medium, Flashpoint, Criminal Minds, Suburgatory en Hawaii Five-0. In 2017 werd Lind als het personage Ariel gepromoveerd tot hoofdrolspeelster in het derde seizoen van de CBS televisieserie Code Black.
Lind speelde datzelfde jaar de rol van Melanie in de komische horrorfilm The Babysitter, die op Netflix werd uitgebracht. Ze keerde in de vervolgfilm The Babysitter: Killer Queen terug. Ook speelde ze de rol van Snakebite Andi in Doctor Sleep, gebaseerd op The Shining van Stephen King.
In maart 2020 werd bekend dat Lind een hoofdrol kreeg van de HBO Max televisieserie Gossip Girl. De serie debuteerde in 2021 en liep twee seizoenen. Lind speelde in 2024 de rol van Melody in Ghostbusters: Frozen Empire.

## Filmografie

### Films
| Jaar | Titel                                            | Rol               |
| ---- | ------------------------------------------------ | ----------------- |
| 2008 | The Secret Life of Bees                          | Jonge Lily Owens  |
| 2009 | Enter the Void                                   | Kleine Linda      |
| 2010 | Blood Done Sign My Name                          | Julie Tyson       |
| 2011 | J. Edgar                                         | Shirley Temple    |
| 2012 | Wont Back Down                                   | Malia Fitzpatrick |
| 2013 | The Haunting in Connecticut 2: Ghosts of Georgia | Heidi Wyrick      |
| 2013 | All American Christmas Carol                     | Jonge Cindy       |
| 2013 | Movie 43                                         | Jarig meisje      |
| 2014 | Jackie & Ryan                                    | Lia               |
| 2014 | Mockingbird                                      | Abby              |
| 2015 | Hidden                                           | Zoe               |
| 2016 | Lights Out                                       | Tiener Sophie     |
| 2017 | The Babysitter                                   | Melanie           |
| 2018 | Replicas                                         | Sophie Foster     |
| 2019 | Doctor Sleep                                     | Snakebite Andi    |
| 2020 | The Babysitter: Killer Queen                     | Melanie           |
| 2021 | Every Breath You Take                            | Daphne            |
| 2024 | Ghostbusters: Frozen Empire                      | Melody            |

### Televisie
| Jaar      | Titel                            | Rol                             | Extra                                                |
| --------- | -------------------------------- | ------------------------------- | ---------------------------------------------------- |
| 2009      | Days of Our Lives                | Grace                           | 1 afl.                                               |
| 2009      | Eastwick                         | Emily Gardener                  | 5 afl.                                               |
| 2010      | Who is Rockefeller?              | Reigh Snooks Boss               | Televisiefilm                                        |
| 2010      | Medium                           | zesjarig meisje                 | 1 afl.                                               |
| 2010      | All My Children                  | Emma Lavery                     | Terugkerende rol                                     |
| 2010      | Flashpoint                       | Young Alexis                    | 1 afl.                                               |
| 2010      | Criminal Minds                   | Ana Brooks                      | 1 afl.                                               |
| 2010      | November Christmas               | Vanessa Marks                   | Televisiefilm                                        |
| 2010      | Sundays at Tiffany's             | Jonge Jane Claremont            | Televisiefilm                                        |
| 2011      | Prep & Landing: Naughty vs. Nice | Grace Goodwin                   | Stemrol                                              |
| 2011–2015 | Revenge                          | Jonge Amanda Clarke             | Terugkerende rol; 17 afleveringen                    |
| 2012      | Beautiful People                 | Tina                            | Televisiefilm                                        |
| 2012      | Hawaii Five-0                    | Lucy                            | 1 afl.                                               |
| 2013      | Dear Dumb Diary                  | Jamie Kelly                     | Televisiefilm                                        |
| 2014      | Suburgatory                      | Nadia Nergen                    | 1 afl.                                               |
| 2014      | Mind Games                       | Della                           | 1 afl.                                               |
| 2015–2018 | Code Black                       | Ariel                           | Terugkerende rol (seizoen 1–2); hoofdrol (seizoen 3) |
| 2016      | Rush Hour                        | Cristin Sanders                 | 1 afl.                                               |
| 2021–2023 | Gossip Girl                      | Audrey Hope                     | Hoofdrol                                             |
| 2025      | We Were Liars                    | Cadence "Cady" Sinclair Eastman | Hoofdrol                                             |

## Prijzen en nominaties
| Jaar | Prijs                      | Categorie                                       | Film / Televisieserie            | Uitslag     |
| ---- | -------------------------- | ----------------------------------------------- | -------------------------------- | ----------- |
| 2011 | National Youth Arts Awards | Beste bijrol - junior divisie                   | November Christmas               | Gewonnen    |
| 2012 | Young Artist Awards        | Beste rol in een televisieserie - onder 10 jaar | Revenge                          | Gewonnen    |
| 2012 | Young Artist Awards        | Beste stemrol - jonge actrice                   | Prep & Landing: Naughty vs. Nice | Genomineerd |